# Casino - No Limit
 Pour plus de détails, voir Fiche technique et Distribution
Casino - No Limit est un film pornographique  français produit par Marc Dorcel en 2008, réalisé par Hervé Bodilis avec à la distribution : Mélissa Lauren, Yasmine, Nacho Vidal, Roxy Panther, Claudia Rossi, Nina Roberts, Léa Lazur, Christina Bella, Regina Ice, Mégane, Suzie Carina, Ana Martin, Sofia Valentine, etc.
Le film a été tourné en partie à Ibiza. Il est considéré comme le plus gros budget du X français à l'époque (230 000 €).
L'autre particularité de Casino - No Limit réside dans le nombre de scènes pornographiques : 12 au lieu de cinq ou six dans les productions habituelles. Le film a été présenté à la presse et aux grands médias (hors X) lors d'une projection en avant-première.
Le film a été diffusé la première fois sur Ciné Cinéma Frisson. Commercialisé en DVD et en VàD, le film est distribué dans 56 pays.
En juin 2008, au Festival international de cinéma érotique de Barcelone, Casino-No Limit remporte le prix du meilleur film, meilleur réalisateur pour Hervé Bodilis et meilleure actrice pour Nina Roberts. En octobre 2008 à Berlin, il remporte le prix du meilleur film, meilleur gros budget, meilleur réalisateur européen pour Hervé Bodilis et meilleure actrice pour Yasmine.

## Synopsis
Avec Casino - No Limit, le réalisateur Hervé Bodilis nous plonge dans un univers impitoyable où l'argent et le pouvoir ne sont plus suffisants pour procurer assez d'adrénaline à ces personnages. Blasés, ils se confrontent dans des parties de No Limit où tout peut être mis en jeu : leurs yachts, leurs maisons, leurs femmes et même leur propre vie...

## Fiche technique
- Titre : Casino - No Limit
- Réalisateur : Hervé Bodilis
- Directeur de production : Marc Dorcel
- Directeur photo :
- Musique :
- Production et distribution: Marc Dorcel
- Durée : 150 minutes
- Date de sortie : 1er avril 2008
- Pays :  France
- Genre : pornographie

## Distribution
- Alex
- Ana Martin
- Bob Terminator
- Christina Bella
- Claudia Rossi
- Horst Baron
- Ian Scott
- James Brossman
- Léa Lazur
- Mégane
- Melissa Lauren
- Nacho Vidal
- Natalli Diangelo
- Nina Roberts
- Phil Holliday
- Regina Ice
- Roxy Panther
- Sofia Valentine
- Suzy Carina
- Tony Carrera
- Wivien
- Yasmine

## Récompense
- 2008 : X Awards  Meilleur film

### Festival International de Cinéma Érotique de Barcelone
- 2008 : Meilleur film
- 2008 : Meilleur réalisateur Hervé Bodilis
- 2008 : Meilleure actrice Nina Roberts

### Eroticline Awards/ Berlin
- 2008 : Meilleur film
- 2008 : Meilleur gros budget
- 2008 : Meilleur réalisateur (Hervé Bodilis)